# Дом Ф. П. Покровского (Таганрог)
Дом Ф. П. Покровского — особняк второй половины XIX века в центре Таганрога, расположенный по адресу Комсомольский бульвар, 43. Решением облисполкома от 4 февраля 1976 года дом Покровского занесён в перечень объектов культурного наследия регионального значения.

## История

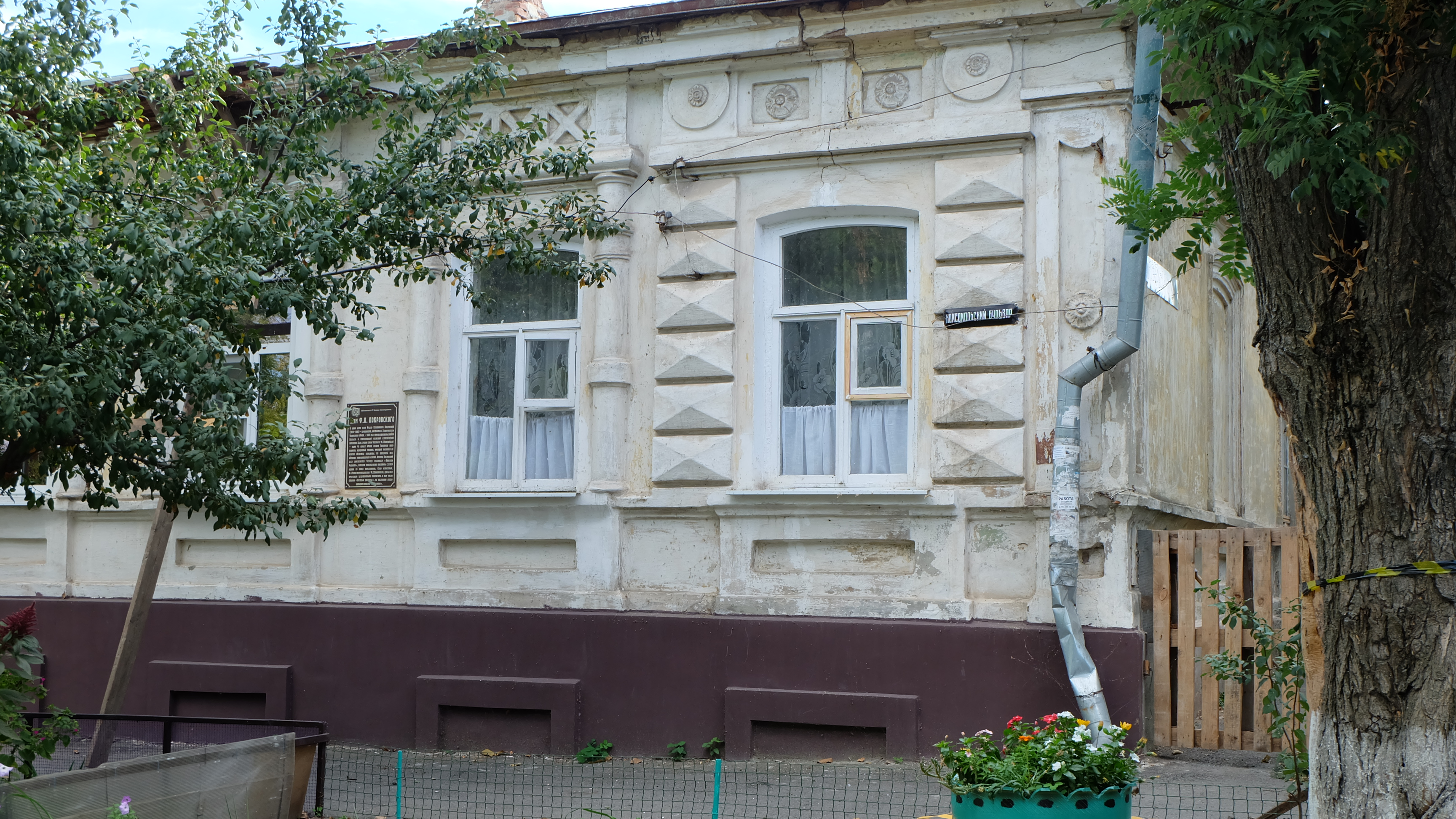
Правая часть фасада

В 1865 году в Таганрог из Киева переехал преподаватель духовной академии Ф. П. Покровский. По приезде он был назначен учителем Закона Божьего в мужскую гимназию, а также стал протоиереем Успенского собора. Вскоре Покровский приобрел большую популярность в городе, в особенности среди учеников и их родителей. Покровский выписывал журналы и книги левой направленности. В его доме, в котором он поселился в 1870-е годы, находили приют гимназисты, участвовавшие в революционном движении. Сын Покровского примыкал к революционным кружкам 80-х годов.
В гимназии, где преподавал Ф. П. Покровский, учился А. П. Чехов. Со средних классов уроки Закона Божьего Покровский преимущественно посвящал общим беседам с учениками о литературе, русской истории и современных событиях. Знаменитый творческий псевдоним Антоша Чехонте Чехову дал в школе Покровский как насмешливое прозвище
А. П. Чехов пользовался большой симпатией Покровского, который нередко приглашал его к себе и снабжал литературой, считавшейся тогда вредной для юношества. Покровский был частым гостем у отца Чехова — Павла Егоровича, хотя и не любил его за религиозный фанатизм. Став известным писателем, Чехов не прерывал с Покровским знакомства, переписывался с ним, посылал ему свои произведения и бывал у него, приезжая в Таганрог.

## Описание
Одноэтажный, кирпичный, оштукатуренный дом Ф. П. Покровского несёт в своём облике черты историзма древнерусской архитектуры. Главный вход слева оформлен крыльцом с массивными бочкообразными колоннами, присущие облику храмов и старинных теремов. Дух древнерусского зодчества чувствуется и в аттике луковичной формы. Окна сверху украшают ниши с геометрическим орнаментом. Под окнами находятся гладкие прямоугольные ниши. Вместо наличников оконные проёмы дополнены столбиками. На цоколе имеются ниши с замковыми камнями.